# Chris Poland
Chris Poland (ur. 1 grudnia 1957 w Nowym Jorku) – amerykański muzyk, kompozytor, instrumentalista, gitarzysta jazzowy oraz heavymetalowy. Poland znany jest ze współpracy z takimi zespołami muzycznymi jak Megadeth, Damn The Machine, Mumbo's Brain, Lamb of God oraz OHM.

## Dyskografia
| Megadeth - Killing Is My Business... and Business Is Good! (1985) - Peace Sells... But Who’s Buying? (1986) - Capitol Punishment: The Megadeth Years (2000) - Rust in Peace: Remastered Re-release (2004) - The System Has Failed (2004) - Back to the Start (2005) - Warchest (2007) Chris Poland - Return to Metalopolis (1990) - Chasing The Sun (2000) - Rare Trax (2000) - Return to Metalopolis – Live (2007) Damn the Machine - Damn the Machine (1993) |  | Mumbo's Brain - Excerpts From The Book Of Mumbo (1995) OHM - OHM (2003) - "Live" On KPFK 90.7 FM (2004) - Amino Acid Flashback (2005) - Live At the New Brookland Tavern DVD (2006) - Circus of Sound (2008) OHMphrey - OHMphrey (2009) Gościnnie - Lamb of God – As the Palaces Burn (2003) - Lamb of God – Ashes of the Wake (2004) - Jeff Loomis – Plains of Oblivion (2012) |